# Элльванген
Э́лльванген (нем. Ellwangen) — город в Германии, районный центр, расположен в земле Баден-Вюртемберг.
Подчинён административному округу Штутгарт. Входит в состав района Восточный Альб. Население составляет 24 589 человек (на 31 декабря 2010 года). Занимает площадь 127,45 км². Официальный код — 08 1 36 019.
Подразделяется на 4 городских района.

## История
Город возник, скорее всего, в VII веке как небольшое алеманнское поселение на берегу Штенцельбаха. По соседству на возвышенности в 764 г. был основан бенедиктинский монастырь, впервые упомянутый в 814 г., и с 817 г. имевший статус имперского аббатства.
В XII—XIII вв. мирское поселение у стен монастыря получило городские права, хотя последнее слово по-прежнему принадлежало аббатам. С XIV в. власть в городе на уровне фогтов осуществляли графы фон Эттинген, выкупившие, в итоге, эту должность у монастыря в 1381 г.
В 1460 г., после нескольких кризисных лет и эпидемий чумы, аббатство прекратило своё существование, став княжеством-пробством.
На рубеже XVI и XVII вв. Элльванген был охвачен охотой на ведьм, жертвой которых пали более 450 человек.
В 1802 г., вместе с медиатизацией княжества-пробства, Элльванген отошёл Вюртембергу.

## География

### Климат
| Показатель                          | Янв. | Фев. | Март | Апр. | Май  | Июнь | Июль | Авг. | Сен. | Окт. | Нояб. | Дек.  |
| ----------------------------------- | ---- | ---- | ---- | ---- | ---- | ---- | ---- | ---- | ---- | ---- | ----- | ----- |
| Абсолютный максимум, °C             | 16,8 | 20,7 | 24,1 | 30,5 | 31,8 | 35,0 | 36,9 | 37,3 | 32,0 | 28,6 | 19,2  | 16,6  |
| Средний суточный максимум, °C       | 2,8  | 4,5  | 9,3  | 13,9 | 18,6 | 21,7 | 23,9 | 23,8 | 19,3 | 13,8 | 7,3   | 3,7   |
| Средняя температура, °C             | −0,3 | 0,6  | 4,5  | 8,1  | 12,7 | 16,0 | 18,0 | 17,8 | 13,8 | 9,2  | 4,0   | 1,0   |
| Средний суточный минимум, °C        | −3,4 | −3,3 | −0,2 | 2,4  | 6,8  | 10,2 | 12,1 | 11,7 | 8,2  | 4,6  | 0,7   | −1,8  |
| Абсолютный минимум, °C              | −27  | −21  | −22  | −9   | −3,6 | 0,7  | 3,9  | 1,8  | −0,6 | −6,2 | −15,2 | −24,3 |
| Норма осадков, мм                   | 69,2 | 58,4 | 64,5 | 51,3 | 81,6 | 84,0 | 87,7 | 73,6 | 59,7 | 69,3 | 65,0  | 79,2  |
| Источник: Погода и климат Эльванген |      |      |      |      |      |      |      |      |      |      |       |       |

## Достопримечательности
- Старый город с Рыночной площадью, обрамлённой барочными дворцами
- Алеманнский музей, один из крупнейших в своём роде
- Музей в замке Элльванген, демонстрирующий не только парадные помещения бывшей резиденции пробстов монастыря Элльванген и вюртембергских королей, но также коллекцию фаянса и рождественских вертепов эпохи барокко
- Базилика святого Вита, одна из самых значительных романских базилик в Швабии

Замок Элльванген

- Барочная евангелическая церковь